# Penthophera morio
Penthophera morio är en fjärilsart som beskrevs av Carl von Linné 1767. Penthophera morio ingår i släktet Penthophera och familjen tofsspinnare. Inga underarter finns listade i Catalogue of Life.

## Bildgalleri

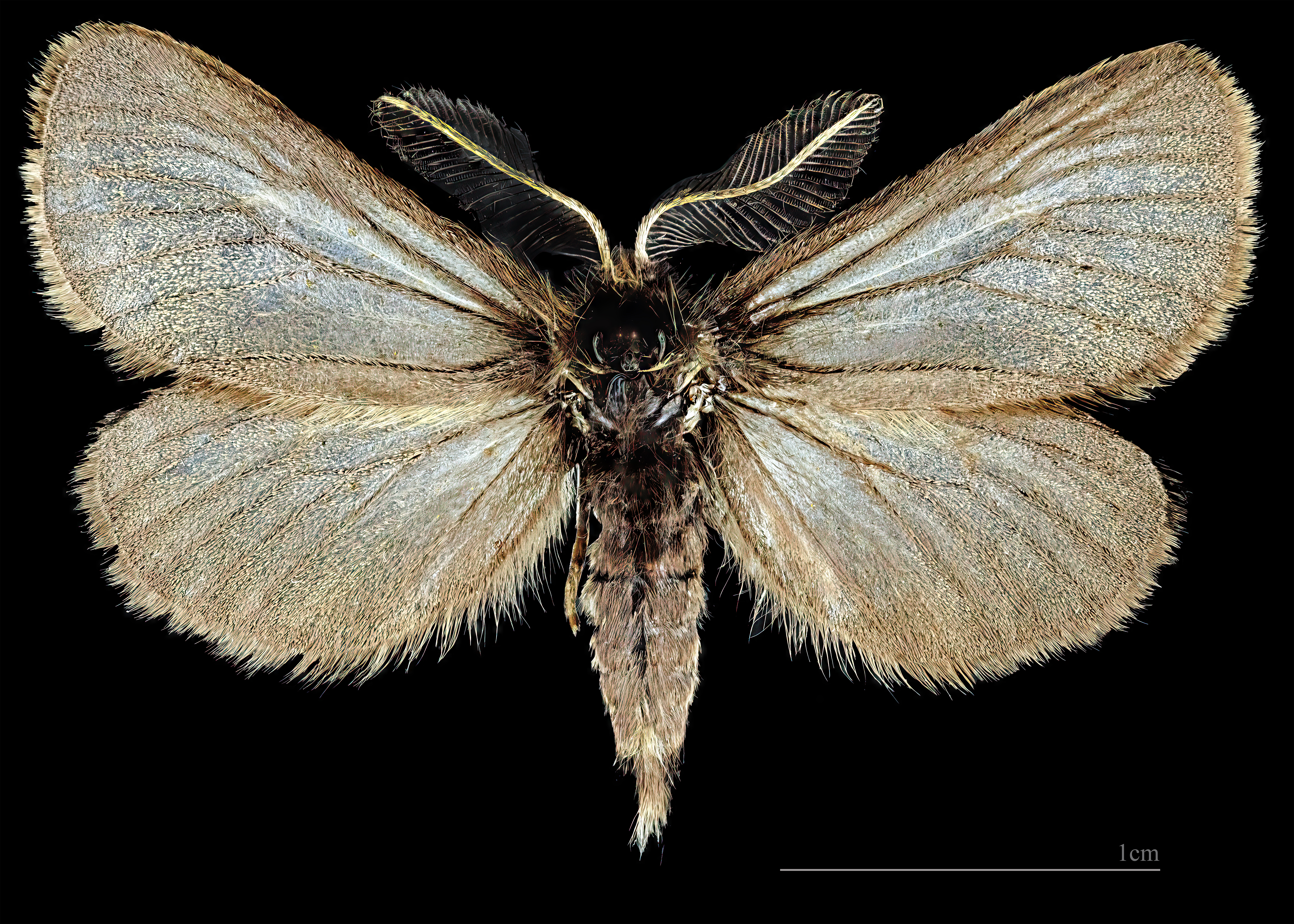
♂
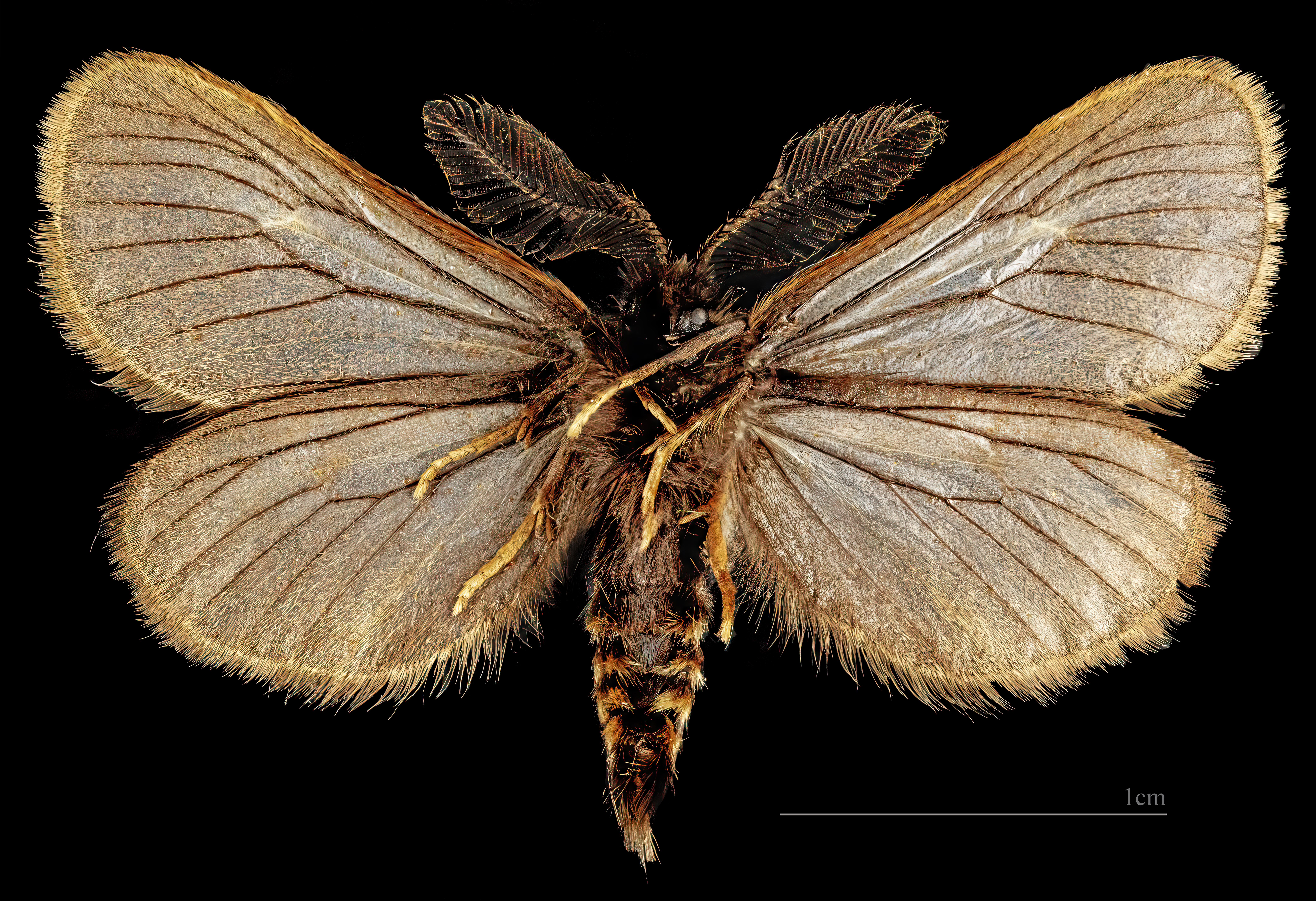
♂ △
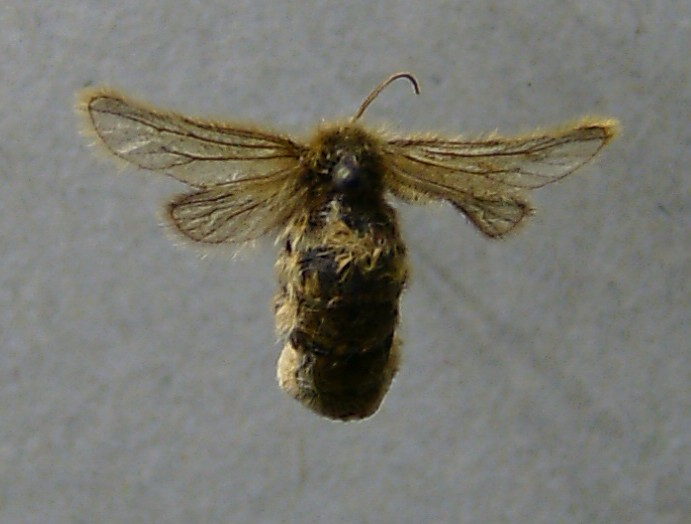
♀